# (1518) Rovaniemi
(1518) Rovaniemi es un asteroide perteneciente al cinturón de asteroides descubierto por Yrjö Väisälä el 15 de octubre de 1938 desde el observatorio de Iso-Heikkilä, Finlandia.

## Designación y nombre
Rovaniemi se designó al principio como 1938 UA.
Posteriormente, fue nombrado por la ciudad finesa de Rovaniemi.

## Características orbitales
Rovaniemi orbita a una distancia media de 2,226 ua del Sol, pudiendo acercarse hasta 1,908 ua. Tiene una excentricidad de 0,1429 y una inclinación orbital de 6,712°. Emplea en completar una órbita alrededor del Sol 1213 días.